# 보스턴항
보스턴항(Boston Harbor)은 매사추세츠 만 어귀에 있는 자연 항구이며, 매사추세츠 보스턴 시 인근에 위치하고 있다. 이곳은 보스턴의 포털이며, 북동부의 주요 선적시설이 설비되어 있다.

## 역사

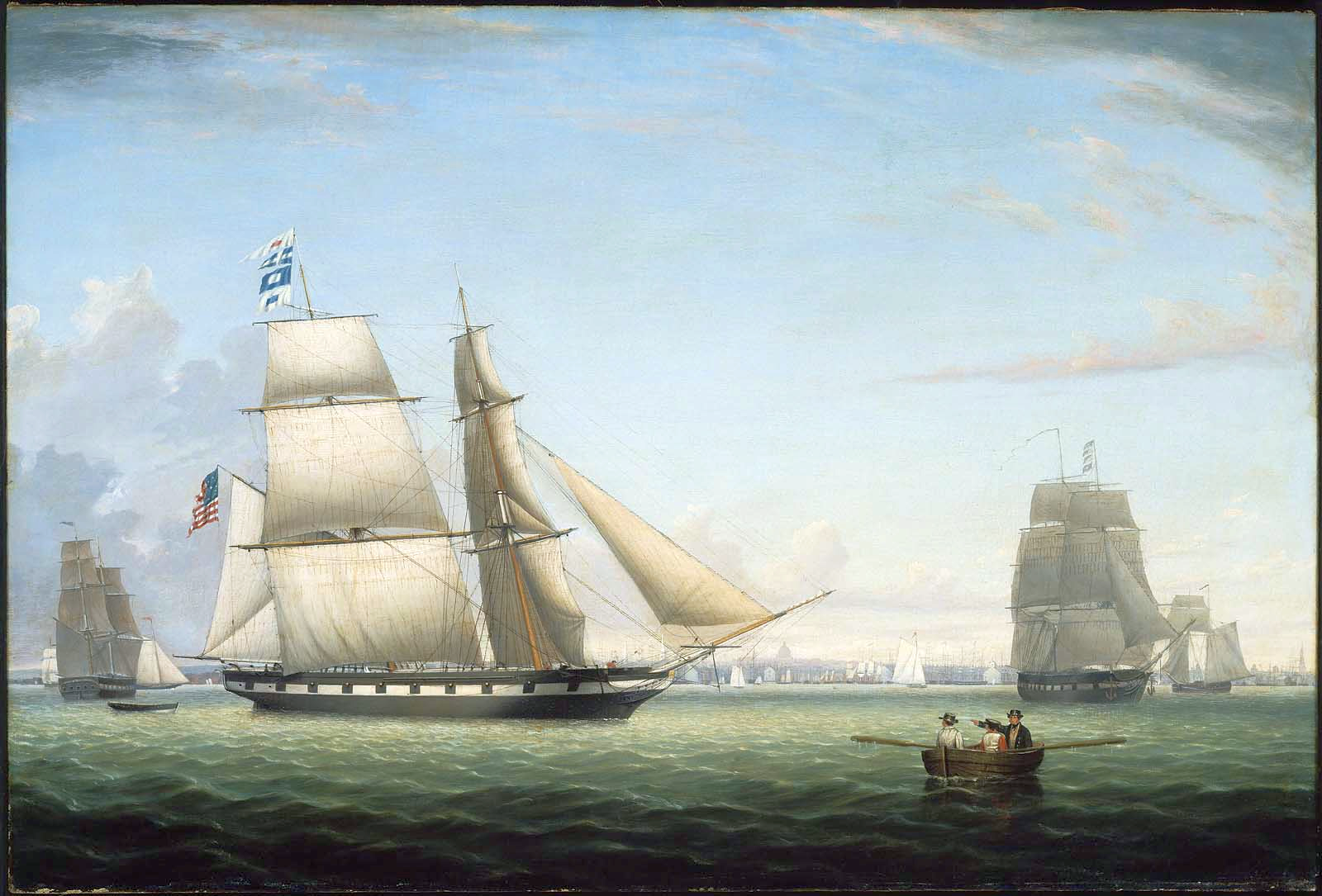
보스턴 항구에 정박한 브리그선 "앤틸로페", by 피츠 헨리 레인, 1863 (보스턴 미술관)

1614년 존 스미스가 발견한 이래로 보스턴 항은 미국 역사에서 중요한 관문이 되어왔다. 이곳은 보스턴 차 사건의 무대로 영국 식민지 변화에 영향을 주었으며, 19세기까지 지속적인 매립작업이 이어져 왔다. 1660경에는 이곳 보스턴 항구의 수로를 통해 보스턴 인근 지역과 뉴잉글랜드 해안으로 모든 수입품들이 들어왔다. 인구의 빠른 유입은 보스턴을 붐비는 도시로 바꾸어 놓았다. 인구가 유입되면서, 보스턴 항의 상태도 빠르게 악화되었다. 19세기 말에 보스턴 시민들은 보스턴 항구 지역에서 수영을 하지 말도록 권고를 받았다. 1800년대 2개의 증기 오물 처리소 중 하나가 건설되었다. (하나는 동 보스턴에 이후 디어 섬에 만들어졌다.) 이러한 조치로 약간 나아졌지만, 오물은 여전히 만으로 지속적으로 유입되었다. 1919년 메트로폴리탄 디스트릭트 위원회가 항구의 수질을 감시하고, 규제, 관리하기 위해 만들어졌다. 하지만 그다지 개선될 여지는 보이지 않았고, 대중의 인식도 매우 낮았다. 1972년 전국의 수질을 향상시키기 위해 청정수법(Clean Water Act)이 통과되었다.